# Sabangan
Sabangan  es un municipio filipino de quinta categoría, situado en la isla de Luzón. Forma parte de la provincia de La Montaña situada en la Región Administrativa de La Cordillera, también denominada RAC.
Conforme al censo del 2000, tiene 8,728 habitantes.

## Barangays
El municipio  de Sabangan se divide, a los efectos administrativos, en 15 barangayes o barrios, conforme a la siguiente relación:
| - Bao-angan - Bun-ayan - Busa | - Camatagan - Capinitan - Data | - Gayang - Lagan - Losad | - Namatec - Napua - Pingad | - Población - Supang - Tambingan |  |